# Сент-Крой (остров, Мэн)
Сент-Крой (Сент-Круа́, англ. St. Croix; в переводе с французского — «Святой Крест») — необитаемый остров в устье реки Сент-Крой (Сент-Круа) в штате Мэн, у границы с Канадой, провинцией Нью-Брансуик.
Находится на исторической территории индейского народа пассамакуоди.
В 1604 году Самюэль де Шамплен и Пьер Дюгуа де Мон основали на острове поселение, одно из первых на севере Америки. Французская экспедиция столкнулась с экстремально низкими температурами, была отрезана от доступа к свежей воде и мясу дичи. За зиму 1604—1605 года погибло 35 из 79 человек от цинги. Весной французы выменяли у индейцев мясо дичи, что позволило оставшимся поправить здоровье. В 1605 году поселение перенесено на южный берег залива Фанди и получило название Пор-Рояль (Пор-Руаяль).
Осенью 1613 года английский капитан Самуэль Аргалл из колонии Джеймстаун сжёг французское поселение на острове Маунт-Дезерт, а затем деревянные постройки на острове Сент-Крой.

## Статус

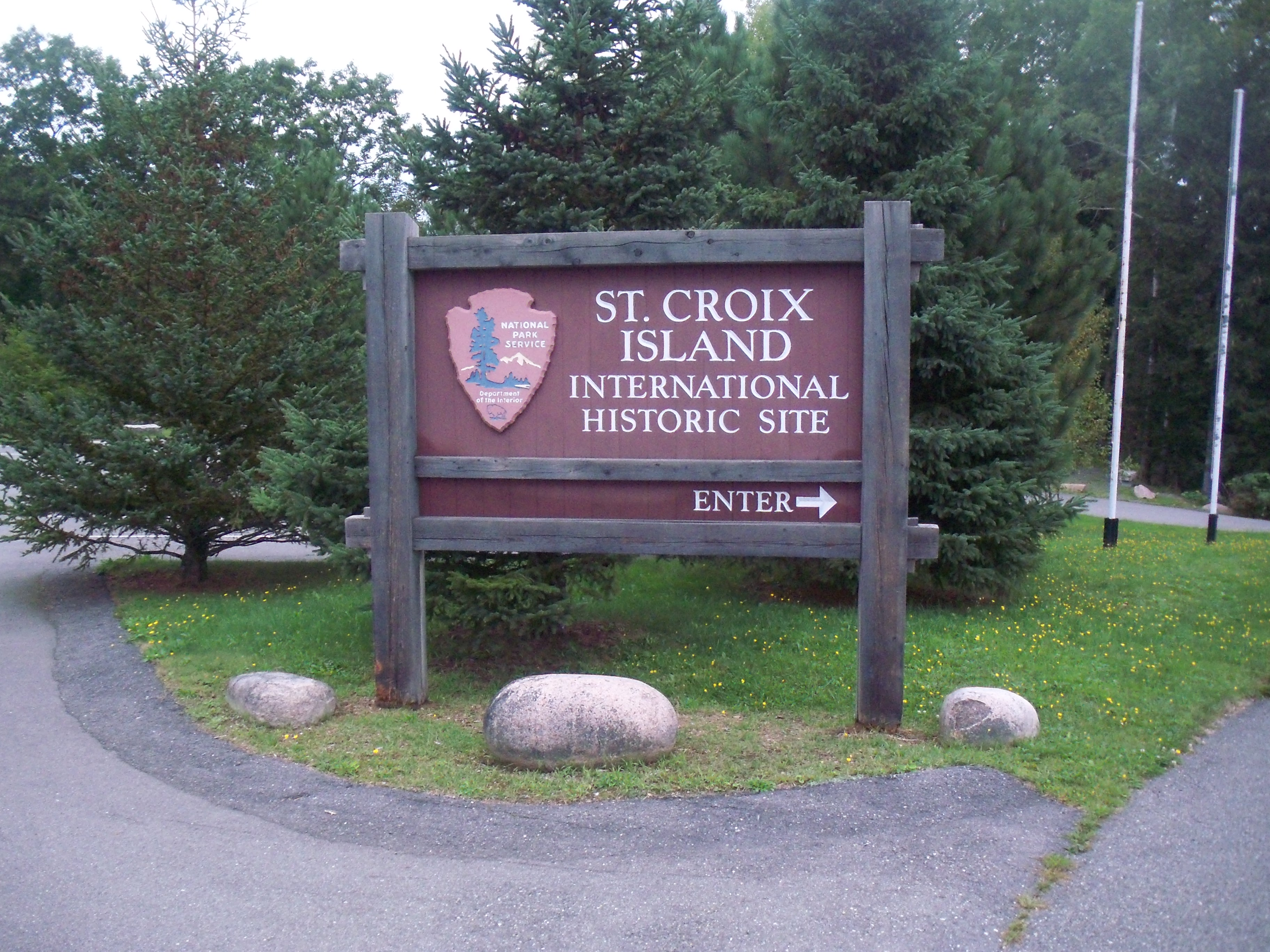
Знак у входа в международное историческое место Сент-Крой-Айленд

Конгресс США присвоил острову в 1949 году статус национального монумента. При создании Национального реестра исторических мест в 1966 году монумент был внесён в него. С 1968 году управляется Службой национальных парков США из офиса Национального парка Акейдия в сотрудничестве с Парками Канады. В 1984 году Конгресс США присвоил острову статус международного исторического места.
В 2004 году США и Канада провели совместное празднование основания французского поселения.